# کورینث، شهرستان هوارد، آرکانزاس
کورینث (به انگلیسی: Corinth) یک منطقهٔ مسکونی در ایالات متحده آمریکا است که در شهرستان هوارد، آرکانزاس واقع شده‌است. کورینث ۱۹۹٫۹۵ متر بالاتر از سطح دریا واقع شده‌است.